# Donald, Oregon
Donald är en ort i Marion County i Oregon. Orten har fått sitt namn efter R.L. Donald som var verksam som funktionär vid bolaget som byggde järnvägen mellan Portland och Salem. Vid 2010 års folkräkning hade Donald 979 invånare.